# Muro de la democracia
Durante el período comprendido entre noviembre de 1978 y diciembre de 1979, miles de personas colocaron  carteles de grandes caracteres en un largo muro de ladrillos de la calle Xidan, en el distrito de Xicheng de Pekín, para protestar por los problemas políticos y sociales de China. Con la aquiescencia del Gobierno chino, pronto se extendieron también en las principales ciudades de China otros tipos de actividades de protesta, como diarios extraoficiales, peticiones y manifestaciones. Este movimiento puede verse como el comienzo del movimiento democrático de China. También se conoce como el Movimiento del Muro de la Democracia. Este corto período de liberación política fue conocido como la Primavera de Pekín.

## Antecedentes

### La revolución cultural
En 1966, cuando Mao Zedong lanzó la  Gran Revolución Cultural Proletaria, millones de estudiantes de secundaria, preparatoria y universidad respondieron a la llamada de Mao, organizándose como los  Guardias Rojos para rebelarse y erradicar a los  seguidores del camino capitalista dentro del Partido Comunista Chino. Pero, en 1969, después de utilizar a los estudiantes en la restauración del orden social, Mao lanzó el Movimiento del Campo para exiliar a los estudiantes «Guardias Rojos» a las zonas rurales. Este movimiento hizo que muchos guardias rojos se sintieran abandonados a propósito por Mao.

En 1971, el intento de golpe de Estado y muerte de Lin Biao sacudió profundamente la fe del pueblo colectivo en Mao y en la ideología de la Revolución Cultural. El 19 de noviembre de 1974, el papel de Li Yizhe apareció en una pared de la provincia de Guangdong. Las 67 páginas del documento se centraban en: 
1. El daño a los ciudadanos causado por las corrupciones burocráticas del Partido Comunista Chino durante la Revolución Cultural;
2. La necesidad de practicar la democracia y un sistema legal en China.[1][2]

Este gran cartel de caracteres demostró que la gente comenzó a revaluar la Revolución Cultural y el sistema político de China.

### El incidente de Tiananmen de 1976
El Primer Ministro Zhou Enlai, un líder de alto rango del PCCh muy respetado, murió el 8 de enero de 1976. El 5 de abril, en la Festividad de Qingming, miles de residentes de Beijing se reunieron en la Plaza Tiananmén. Escribieron poemas y colocaron grandes carteles de personajes en la Plaza Tiananmen para llorar a Zhou y expresar su ira hacia la impía Banda de los Cuatro y la destructiva Revolución Cultural. En respuesta, Mao ordenó a la policía y al EPL que dispersaran a la gente, y alrededor de cuatro mil fueron arrestados. Este incidente también fue llamado el «Movimiento 5 de Abril». Deng Xiaoping fue anunciado como la "mano negra" del movimiento. El 7 de abril, Mao Zedong propuso que el Politburó del Comité Central del PCCh denunciara las posiciones extraoficiales de Deng Xiaoping y que Hua Guofeng asumiera las posiciones de Deng como Primer Ministro del Consejo de Estado y Vicepresidente del PCCh. El comité adoptó ambas propuestas.

### El debate sobre los criterios de la verdad
Después de la muerte de Mao Zedong, ocurrida el 9 de septiembre de 1976, con Hua Guofeng como sucesor de Mao, se sintió amenazado por la políticamente dominante de la «Banda de los Cuatro». El 6 de octubre, con el apoyo de Ye Jianying, Li Xiannian y otros miembros del Politburó, Hua Guofeng arrestó a la Banda de los Cuatro. Al día siguiente, Hua fue votado como presidente del PCCh y presidente del Comité Militar Central en una reunión conjunta de los primeros secretarios de los comités provinciales del Partido y el Politburó del Comité Central del PCCh. Para probar su legitimidad, Hua instruyó a Wang Dongxing para que permitiera que el Diario del Pueblo, el Diario del Ejército de Liberación Popular y la revista Hongqi publicaran un editorial que ahora se conoce como "Los Dos Logros". Hua afirmó que ellos honrarían la política de Mao y su instrucción en toda su extensión. Por otra parte, el 21 de julio de 1977, durante la tercera sesión plenaria del décimo Comité Central del PCCh, Deng Xiaoping retomó sus cargos como primer ministro del Consejo de Estado y vicepresidente del PCCh. Después de que Deng regresó a su trabajo, comenzó a arreglar algunas decisiones políticas de la época de Mao. Durante la primavera de 1978, 130 000 víctimas del Movimiento antiderechista que habían sido destituidas de sus cargos en 1957, recuperaron su condición social. Deng siguió desafiando la legitimidad de Hua y luchando por la dominación en el campo ideológico. Por ejemplo, Deng escribió un ensayo el 24 de mayo de 1977 titulado La política de 'Dos lo que sea' no concuerda con el marxismo. Con el apoyo de Deng Xiaoping, Hu Yaobang indicó a una revista del partido, Theoretical Trends, que publicara el artículo Pragmatism is the Only Standard in Measuring Truth (El pragmatismo es el único estándar para medir la verdad) el 10 de mayo de 1978, lo que marcó la diferencia clave entre Deng y Hua. Este artículo se volvió a publicar en el Guangming Daily, People's Daily y People's Liberation Army Daily y pronto causó un gran movimiento de discusión en China, que se llamó «The Discussion on Criteria of Truth» (El debate sobre los criterios de la verdad).

## Carteles de pared
Bajo la influencia de la discusión extraoficial, el público en general también comenzó a poner carteles de grandes personajes para provocar un debate. El 18 de agosto de 1977, el poco innovador 11.º Congreso Nacional del PCCh recomendó añadir las «Cuatro Libertades» ( en chino: 四大自由) al Artículo 45 de la constitución. «Cuatro Libertades» o «Cuatro Grandes» fue un eslogan político durante la Revolución Cultural, lo que significa que la gente tiene el derecho a la libertad de expresión, la libertad de debate, y la libertad de poner carteles de grandes caracteres. De junio a julio de 1978, los carteles de grandes personajes se difundieron ampliamente en las principales universidades de Beijing. Inicialmente se animó a que los carteles criticasen la Banda de los Cuatro y las anteriores políticas gubernamentales fallidas como parte de la lucha de Deng Xiaoping por conseguir el poder político. En septiembre, los periodistas extranjeros informaron que se les permitió el libre contacto con el pueblo chino. Este informe fue reproducido en la revista interna del PCCh, Reference Informations.

### Comienzo del Muro de la Democracia
El 1 de octubre de 1978, las palabras liberar el pensamiento, proporcionar el mejor servicio al pueblo son los deberes de los miembros del PCCh, un tema para el Partido del PCCh, fue colocado en el Muro de Xidan en Beijing por los civiles. Desde entonces, se permitió a la gente publicar sus opiniones y literatura de estilo libre en los muros de las calles de todo el país. El 23 de noviembre de 1978, Lü Pu (chino: 吕朴) publicó sus escritos en el Muro de la Democracia en Xidan. Criticó a Mao Zedong y señaló que las verdaderas razones del «Movimiento del 5 de Abril» eran una economía atrasada, un rígido control del pensamiento y las pobres condiciones de vida de la gente. Este póster se llamó «Encendedor de Fuego del Muro de la Democracia». El 25 de noviembre, el Grupo de la Asamblea de la Democracia fue formado por Ren Wanding y otros ocho jóvenes. Dos días después se reunieron en el Muro de la Democracia de Xidan y dirigieron una marcha pública a la Plaza de Tiananmen. Más de 10 000 participantes exigieron democracia y derechos humanos para China. Esta fecha marca el comienzo del Muro de la Democracia.

### Las actitudes de Deng al principio
Hasta este período, la mayoría de los grandes carteles de personajes criticaban a la «Banda de los Cuatro», Mao Zedong y Hua Guofeng, en lugar de a Deng Xiaoping. Así que Deng todavía apoyaba el movimiento del Muro de la Democracia, durante este tiempo. El 26 de noviembre, dijo a los delegados japoneses del Partido Socialista Democrático que, según la Constitución, las actividades del Muro de la Democracia eran legales. Sin embargo, señaló que algunos camaradas del partido no querían criticar a Mao, y él estuvo de acuerdo. Las actitudes de Deng causaron que más y más personas se reunieran en el Muro de la Democracia y pusieran carteles para expresar sus opiniones y apoyar a Deng.

### La Quinta Modernización
Sin embargo, además del grupo pro-Deng, también había una voz anti-Deng. El 5 de diciembre, los carteles más famosos del Muro de la Democracia, La Quinta Modernización: Democracia y Otros" escrito por Wei Jingsheng, fue colocado en el Muro de la Democracia. Este largo artículo criticaba fuertemente la práctica antidemocrática de Mao y Deng. También enfatizó que 
- la historia de Alemania, Rusia y China demostraba que la antidemocracia era la causa de las pobres condiciones de vida del pueblo; y    * el sistema político de Yugoslavia sería un buen modelo para llevar el bienestar económico al pueblo.[8][9]

### El cartel de la pared de los peticionarios
Además de los grandes carteles de personajes, que hablan de la democracia, la libertad y los derechos humanos, también había muchos carteles escritos por los peticionarios. Se quejaron de sus miserables experiencias durante la Revolución Cultural o de la corrupción burocrática de los funcionarios locales. Colocaron sus carteles en las mismas paredes y trataron de llamar la atención del gobierno central para resolver sus casos individuales. Sin embargo, debido a que este tipo de carteles fueron escritos por personas menos educadas , excepto algunos artículos que fueron republicados en revistas extraoficiales, la mayoría de los carteles de los peticionarios fueron arrancados después.

## Revistas extraoficiales

### Revistas originales
En China también se estaba desarrollando rápidamente otro formato de debate y demostración: las «revistas extraoficiales», también conocidas como "revistas independientes" o "revistas clandestinas" (en chino: 地下刊物). El 26 de noviembre de 1978 apareció en Guiyang Ilustration (chino: 启蒙), la primera publicación extraoficial. Más tarde se reimprimió en Beijing en enero de 1979. El 16 de diciembre de 1978, otra revista extraoficial muy famosa, El Foro del 5 de abril, The Forum of April Fifth (en chino: 四五论坛) publicó su primer número. Pronto, diferentes grupos de actividades formaron sus propias organizaciones editoriales para expresar diferentes opiniones políticas. Los argumentos relativos a las reformas políticas podían dividirse en tres categorías generales según sus actitudes hacia el marxismo: marxismo clásico, marxismo ecléctico y radicales antimarxistas.

### Listas de revistas extraoficiales
Desde el invierno de 1978 hasta la primavera de 1981, más de 50 revistas extraoficiales aparecieron solamente en Beijing. La siguiente lista incluye algunas revistas famosas durante el movimiento.
| Revistas (nombre en inglés)      | Revistas (nombre en chino) | Editores (nombres en inglés)                          | Editores (nombres en chino)      |
| -------------------------------- | -------------------------- | ----------------------------------------------------- | -------------------------------- |
| Enlightenment                    | 《启蒙》                   |                                                       |                                  |
| Exploration                      | 《探索》                   | Wei Jingsheng, Liu Jingsheng, Lu Lin, Yang Guang      | 魏京生，刘京生，路林，杨光       |
| The Forum of April Fifth         | 《四五论坛》               | Xu Wenli, Liu Qing, Zhao Nan                          | 徐文立，刘青，赵南               |
| Chinese Alliance of Human Rights | 《中国人权同盟》           | Ren Wanding                                           | 任畹町                           |
| Jintian                          | 《今天》                   | Bei Dao, Mang Ke, Liu Nianchun, Xu Xiao, Chen Maiping | 北岛，芒克，刘念春，徐晓，陈迈平 |
| Beijing Spring                   | 《北京之春》               | Chen Ziming, Zhou Weimin, Wang Juntao                 | 陈子明，周为民，王军涛           |
| Fertile Soil                     | 《沃土》                   | Hu Ping, Jiang Hong                                   | 胡平，姜洪                       |
| Harvest                          | 《秋实》                   |                                                       |                                  |
| Seeking Truth Newspaper          | 《求是报》                 |                                                       |                                  |

### Organizaciones
Desde principios de 1979, las revistas extraoficiales se convirtieron en la columna vertebral del «Movimiento del Muro de la Democracia». El 15 de enero de 1979, seis importantes diarios extraoficiales anunciaron su intención de luchar por los derechos constitucionales básicos: la libertad de expresión y la libertad de prensa sin represalias. Estas libertades nunca se realizaron. El 28 de enero, los miembros de siete revistas extraoficiales de Beijing organizaron una conferencia conjunta para contrarrestar las críticas a su literatura sobre el Muro de la Democracia. Estos miembros se reunieron entonces semanalmente para discutir asuntos públicos recientes. Sin embargo, esta era todavía una organización muy floja y sus opiniones variaban hasta el punto de no alcanzar sus objetivos.

### Efecto de las revistas extraoficiales
Los carteles de las paredes y las conexiones de las revistas clandestinas estaban íntimamente ligadas. Era una práctica común imprimir carteles en los diarios, así como colocar las páginas impresas en la Muralla de Xidan. Los editores también vendían sus revistas cerca del «Muro de la Democracia». Imprimir y publicar revistas no era una tarea fácil debido a la falta de técnicos y fondos. Así que la circulación de las revistas era relativamente pequeña, normalmente de 200 a 500 copias por número. Como, por ejemplo, los editores de People's Reference News (chino: 群众参考消息) calcularon en mayo de 1979 que tenían unos 300 o 400 suscriptores y habían recibido casi 1000 cartas de lectores en dos meses.[10]. Sin embargo, en comparación con los carteles murales, las revistas eran más sustanciales que el número de suscriptores, porque las personas solían entregar ejemplares y reenviar a otras personas, lo que hacía que la revista extraoficial se difundiera ampliamente por toda China. La colección más completa de los documentos extraoficiales de hoy es la «Colección de publicaciones subterráneas que circulan en China continental»,— Collection of Underground Publications Circulated on Chinese Mainland—de 20 volúmenes (chino: 大陆地下刊物汇编), que fue editada por la Institución de Taiwán para el Estudio de los Problemas Comunistas Chinos de 1980 a 1985.